# Loma del Chivo
Loma del Chivo es un barrio de marcado carácter folklórico de la ciudad de Guantánamo (Cuba). Se encuentra limitado por el río Guaso y la calle Moncada. Resaltan en el mismo la diversidad de elementos culturales entre los que cabe mencionar la presencia de cultivadores del changüí, ritmo endémico de la región, así como el West Indies Center y la iglesia Bautista.